# Ionuț Nedelcearu
Ionuț Nedelcearu, född 25 april 1996 i Bukarest, är en rumänsk fotbollsspelare som spelar för italienska Palermo. Han representerar även Rumäniens landslag.

## Karriär
Den 16 juli 2021 värvades Nedelcearu av italienska Serie B-klubben Crotone, där han skrev på ett treårskontrakt. Efter att Crotone blivit nedflyttade till Serie C så skrev Nedelcearu den 27 juli 2022 på ett treårskontrakt med Serie B-klubben Palermo.